# 富田若春
富田若春（日语：／ Tomita Wakaba，1997年4月9日—），日本女子柔道运动员，2021年世界柔道锦标赛混合团体金牌得主和女子78公斤以上级银牌得主、2022年世界柔道锦标赛混合团体金牌得主和女子78公斤以上级铜牌得主、2022年亚洲运动会混合团体金牌得主和女子78公斤以上级铜牌得主。